# Pseudosophira bakeri
Pseudosophira bakeri är en tvåvingeart som beskrevs av Malloch 1939. Pseudosophira bakeri ingår i släktet Pseudosophira och familjen borrflugor. Inga underarter finns listade i Catalogue of Life.